# Elektronisk mikser
 For alternative betydninger, se Mikser.
I elektronikken er en mikser, blandingstrin eller blander et elektronisk kredsløb, der bogstaveligt talt matematisk ganger (blander) 2 indgangssignaler.
De to indgangssignaler har i simple idealiserede anvendelser hver sin frekvens, hvoraf det ene signal normalt har "stor" amplitude. I praksis indeholder det ene indgangssignal en kontinuert funktion af frekvenser, vis energiindhold hovedsageligt er i en eller flere bærebølger med hver deres modulationssidebånd og det andet indgangssignal indeholder også en kontinuert funktion af frekvenser, vis energiindhold hovedsageligt er på en frekvens.
Blandingen eller miksningen sker over en eller flere ulineære komponenter som f.eks. dioder, bipolare transistorer eller FETs, som sammensættes og forspændes, så de samlet mere eller mindre simulerer matematisk multiplikation.
En mikser anvendes bl.a. i nogle radioforsatser til at nedblande eller opblande det modtagne signal med en lokaloscillator til en mellemfrekvens efter superheterodynprincippet. 
Enkelte blanderkredsløb undertrykker de to input-signalers frekvenser, bl.a. dobbeltbalanceret mikser (latticeblander), der hovedsageligt som output har sum og differens.

## Mikserens matematiske mekanisme
I det idealiserede eksempel med alene to input-signaler med hver sin frekvens, er resultatet et udgangssignal, der indeholder summen af og differensen mellem de 2 frekvenser, samt som regel utilsigtet indeholder de 2 oprindelige input-frekvenser.
De 2 signaler, som ønskes mikset sammen, bliver for simpelhedens skyld modelleret som sinus spændingssignaler. De bliver repræsenteret som:
{\displaystyle v_{1}=A_{1}\sin(2\pi f_{1}t)\,}
{\displaystyle v_{2}=A_{2}\sin(2\pi f_{2}t)\,}
hvor
- {\displaystyle v_{1},v_{2}\,} repræsenterer de 2 varierende spændinger som funktion af tiden t.
- {\displaystyle A_{1},A_{2}\,} repræsenterer de 2 signalers maksimalspændingsværdi (amplituder).
- {\displaystyle f_{1},f_{2}\,} repræsenterer de 2 signalers frekvenser i Hertz.
- {\displaystyle t\,} repræsenterer tiden.

Hvis vi kan finde en måde at multiplicere disse 2 signaler med hinanden til hvert tidspunkt, kan vi anvende følgende trigonometriske identitet:
{\displaystyle \sin(A)\cdot \sin(B)\equiv {\frac {1}{2}}\left[\cos(A-B)-\cos(A+B)\right]\,}
Får vi:
{\displaystyle v_{1}\cdot v_{2}={\frac {A_{1}A_{2}}{2}}\left[\cos(2\pi [f_{1}-f_{2}]t)-\cos(2\pi [f_{1}+f_{2}]t)\right]\,}
Som det ses, er både summen ({\displaystyle f_{1}+f_{2}\,}) og differencen ({\displaystyle f_{1}-f_{2}\,}) repræsenteret ved multiplikation af de 2 oprindelige frekvenser.

## Blanding af input-signaler med mange enkelt frekvenser eller en funktion af frekvenser
I praksis indeholder hvert af input-signalerne en kontinuert funktion af frekvenser og output er en matematisk foldning eller korrelation mellem de to input-signaler.

## Praktiske implementeringer

### Dioderingmikser
En måde at lave en balanceret nedblander på er at anvende 4 dioder som skiftekontakter (digital styring) og lade dem vende signalet i takt med en lokaloscillator. Fra udgangen fås efter båndpasfiltrering mellemfrekvenssignalet.